# José Ribamar de Castro Lima
José Ribamar de Castro Lima (Parnaíba, 10 de novembro de 1911 – Teresina, 11 de março de 1991) foi um médico, professor e político brasileiro, outrora prefeito de Teresina e deputado estadual pelo Piauí.

## Dados biográficos
Filho de José Coriolano de Castro Lima e Ricarda Gomes Lima. Médico formado pela Faculdade de Medicina da Universidade Federal da Bahia em 1935, foi professor de Física no Liceu Piauiense, trabalhou no Centro de Saúde do Estado e no Instituto de Pensões e Assistência dos Servidores do Estado (IPASE), além de clinicar na rede privada em Teresina. Filiado à UDN, elegeu-se vice-prefeito de Teresina em 1948 sendo efetivado no cargo de prefeito em 13 de julho do referido ano por causa da renúncia de José Martins Leite Pereira, o qual preferiu voltar às suas atividades como engenheiro civil. Em 1950, José Ribamar de Castro Lima foi eleito deputado estadual.